# Aussie
Aussie ou Ozzie é uma gíria australiana para descrever os próprios australianos e, menos comumente, a Austrália.
O termo se assemelha à palavra "brazuca", usada pelos brasileiros para referirem-se a eles próprios, ou "tuga", de mesma intenção por parte dos portugueses.
A palavra Aussie, na língua inglesa, pode ser usado na forma de um adjetivo e/ou substantivo comum ou próprio.